# Presidente del Gobierno de las Islas Baleares
El presidente del Gobierno de las Islas Baleares es la persona que ostenta la jefatura de Gobierno y la máxima representación institucional de las Islas Baleares, una de las diecisiete comunidades autónomas que conforman España. Es además, junto a sus consejeros, responsable de su gestión frente al Parlamento de las Islas Baleares, al que deberá rendir cuentas en las sesiones de control. Adicionalmente, nombra los miembros del Gobierno, y dirige y coordina su acción.
Según el Estatuto de Autonomía de las Islas Baleares, el/la presidente/a es elegido/a mediante sufragio indirecto por el Parlamento de las Islas Baleares para un mandato de cuatro años y nombrado/a por el rey. Dicho mandato puede ser renovado, si goza de la confianza suficiente de la cámara, ilimitadas veces. En caso de muerte, destitución, dimisión o renuncia de un/a presidente/a, podrá ser sustituido/a por el/la vicepresidente, el/la presidente del Parlamento o el/la consejero/a de más edad. Su cese será también publicado tanto en el Boletín Oficial del Estado (BOE) como en el Boletín Oficial de las Islas Baleares (BOIB). Recibe además el título vitalicio de molt honorable senyor.
Hubo siete personas que asumieron el cargo y nueve presidencias, debido a que Jaume Matas y Francesc Antich sirvieron en dos mandatos no consecutivos y se les cuenta por orden cronológico, como el tercero y el quinto presidente en el caso de Matas, y como el cuarto y el sexto presidente en el caso de Antich. De las personas elegidas para el cargo, dos dimitieron y dos fueron imputadas en casos de corrupción. El primer presidente fue Gabriel Cañellas, que fue investido en 1983 después de las primeras elecciones autonómicas tras la consecución de la autonomía balear. Cristòfol Soler fue el que menos tiempo permaneció en el cargo, con tan sólo diez meses y diecisiete días, mientras que Gabriel Cañellas, con sus doce años, un mes y veintidós días en el puesto, fue el que permaneció por más tiempo y el único presidente que sirvió por más de dos legislaturas. La actual presidenta es Marga Prohens, del Partido Popular.

## Antecedentes

### Diputación Provincial
Las diputaciones provinciales tuvieron su origen en las Cortes de Cádiz en el año 1812, aunque el reinado absolutista de Fernando VII hizo que no se establecieran hasta 1833, coincidiendo con la división provincial de Javier de Burgos. La diputación provincial venía a sustituir a la audiencia, órgano creado a raíz de los Decretos de Nueva Planta con atribuciones políticas y militares. La diputación era un organismo de administración local con escasas competencias en materia de cultura, beneficencia y obras públicas. Estaba formada por un número determinado de diputados, elegidos de manera indirecta en función de la composición de los consistorios municipales de la provincia, de entre los cuales se elegía al presidente de la Diputación. 
La creación de las diputaciones provinciales debe encuadrarse en el desarrollo del estado liberal decimonónico, centralizado y uniforme. En este sentido, es reseñable que mientras en zonas con identidad propia la división provincial supuso una fragmentación del territorio —Cataluña y Galicia quedaron divididas en cuatro provincias, los reinos de Valencia y de Aragón en tres provincias, etc.— en el caso balear implicó un doble centralismo, pues se concentraron todos los poderes en Mallorca y desaparecieron las tradicionales delegaciones que había habido, prácticamente desde la Edad Media, en las islas de Menorca e Ibiza. Esta coyuntura se reflejaría durante la redacción del Estatuto de Autonomía a la hora de diseñar la composición del parlamento autonómico, entre los partidarios de una representación proporcional a la población y los defensores de una representación equitativa entre Mallorca y el resto de islas.
La Diputación Provincial de Baleares tuvo su sede en el Palau Reial, situado en la calle homónima de Palma de Mallorca, y donde tiene su sede desde la Transición el Consejo Insular de Mallorca. La diputación continuó exitiendo hasta 1979, año en que todas su competencias fueron transmitidas a los consejos insulares, aunque jurídicamente no sería disuelta de manera definitiva hasta la formación del primer Gobierno balear en 1983.

### Consejo General Interinsular
La Constitución española de 1978 preveía la organización del estado en comunidades autónomas. Las diferentes regiones y nacionalidades históricas podrían acceder a la autonomía mediante dos vías; la llamada vía rápida (artículo 151) y la llamada vía lenta o común (artículo 143). Durante el proceso de consecución, la provincia o provincias podían solicitar al Congreso de los Diputados el régimen de preautonomía, como período de transición desde el centralismo hacia el autogobierno. El 13 de junio de 1978 se constituyó por real decreto el Consejo General Interinsular, órgano preautonómico para las Islas Baleares que sustituyó a la Diputación Provincial de Baleares y que poseía algunas competencias muy básicas en materia de higiene y cultura, aunque su función principal era la de redactar un estatuto de autonomía para el archipiélago. El 1 de marzo de 1983 entró en vigor el Estatuto de Autonomía de las Islas Baleares, por lo que desapareció el Consejo General interinsular y fue sucedido por el Gobierno Balear.
Durante los cinco años en los que existió la institución, dos personas la presidieron, ambos de Unión de Centro Democrático (UCD). El primero, Jeroni Albertí, dimitió en 1982 para centrar sus esfuerzos en la creación de un partido regionalista y ideología centrista, la futura Unió Mallorquina (UM). Fue sucedido por el hasta entonces vicepresidente, el menorquín Francesc Tutzó; durante su mandato las Cortes Generales aprobaron el estatuto de autonomía de las Islas Baleares. Tutzó permaneció en el cargo hasta junio de 1983, cuando tras las elecciones autonómicas de ese año se constituyó el primer gobierno de la historia autonómica de las Islas Baleares.
| Presidente     | Inicio                   | Final                    | Partido           |
| -------------- | ------------------------ | ------------------------ | ----------------- |
| Jeroni Albertí | 24 de julio de 1978      | 27 de septiembre de 1982 | UCD               |
| Francesc Tutzó | 27 de septiembre de 1982 | 10 de junio de 1983      | UCD/independiente |

## Listado de presidentes
Partidos:      Partido Popular
     Partido Socialista de las Islas Baleares
     PSM-Entesa Nacionalista
     Independiente
     Podemos
| Presidencia | Presidente                                               | Presidente | Presidente                        | Inicio                          | Final               | Partido             | Legislatura                                                            | Vicepresidente                                             | Vicepresidente                                                            |
| ----------- | -------------------------------------------------------- | ---------- | --------------------------------- | ------------------------------- | ------------------- | ------------------- | ---------------------------------------------------------------------- | ---------------------------------------------------------- | ------------------------------------------------------------------------- |
| 1.°         |                                                          |            | Gabriel Cañellas                  | 10 de junio de 1983             | 2 de agosto de 1995 | AP/PP               | I (1983)                                                               |                                                            | Joan Huguet (9 de junio de 1983-22 de septiembre de 1991)                 |
| 1.°         | II (1987)                                                |            | Gabriel Cañellas                  | 10 de junio de 1983             | 2 de agosto de 1995 | AP/PP               |                                                                        |                                                            | Joan Huguet (9 de junio de 1983-22 de septiembre de 1991)                 |
| 1.°         | III (1991)                                               | Vacante    | Vacante                           | 10 de junio de 1983             | 2 de agosto de 1995 | AP/PP               |                                                                        |                                                            |                                                                           |
| 1.°         | IV (1995)                                                |            | Gabriel Cañellas                  | 10 de junio de 1983             | 2 de agosto de 1995 | AP/PP               | Rosa Estarás (18 de junio de 1993-1 de agosto de 1995)[cita requerida] |                                                            |                                                                           |
| 2.°         | IV (1995)                                                |            |                                   | Cristòfol Soler                 | 2 de agosto de 1995 | 18 de junio de 1996 | PP                                                                     |                                                            | Rosa Estarás[¿cuándo?]                                                    |
| 3.°         | IV (1995)                                                |            |                                   | Jaume Matas                     | 18 de junio de 1996 | 27 de julio de 1999 | PP                                                                     | Vacante                                                    | Vacante                                                                   |
| 4.°         |                                                          |            | Francesc Antich                   | 27 de julio de 1999             | 27 de junio de 2003 | PSIB-PSOE           | V (1999)                                                               |                                                            | Pere Sampol[¿cuándo?]                                                     |
| 5.°         |                                                          |            | Jaume Matas (segundo mandato)     | 27 de junio de 2003             | 6 de julio de 2007  | PP                  | VI (2003)                                                              |                                                            | Rosa Estarás[¿cuándo?]                                                    |
| 6.°         |                                                          |            | Francesc Antich (segundo mandato) | 6 de julio de 2007              | 18 de junio de 2011 | PSIB-PSOE           | VII (2007)                                                             | Vacante                                                    | Vacante                                                                   |
| 7.°         |                                                          |            | José Ramón Bauzá                  | 18 de junio de 2011             | 2 de julio de 2015  | PP                  | VIII (2011)                                                            |                                                            | José Ignacio Aguiló 18 de junio de 2011-2 de mayo de 2013[cita requerida] |
| 7.°         | Antonio Gómez 2 de mayo de 2013-3 de julio de 2015       |            | José Ramón Bauzá                  | 18 de junio de 2011             | 2 de julio de 2015  | PP                  | VIII (2011)                                                            |                                                            |                                                                           |
| 8.ª         |                                                          |            | Francina Armengol                 | 2 de julio de 2015              | 19 de junio de 2023 | PSIB-PSOE           | IX (2015)                                                              |                                                            | Gabriel Barceló 3 de julio de 2015-13 de diciembre de 2017                |
| 8.ª         | Bel Busquets 13 de diciembre de 2017-27 de junio de 2019 |            | Francina Armengol                 | 2 de julio de 2015              | 19 de junio de 2023 | PSIB-PSOE           | IX (2015)                                                              |                                                            |                                                                           |
| 8.ª         | X (2019)                                                 |            | Francina Armengol                 | 2 de julio de 2015              | 19 de junio de 2023 | PSIB-PSOE           | Juan Pedro Yllanes 27 de junio de 2019-19 de junio de 2023             |                                                            |                                                                           |
| -           | X (2019)                                                 |            |                                   | Mae de la Concha (en funciones) | 19 de junio de 2023 | 7 de julio de 2023  | Podemos                                                                | Juan Pedro Yllanes 19 de junio de 2023-10 de julio de 2023 |                                                                           |
| 9.ª         |                                                          |            | Marga Prohens                     | 7 de julio de 2023              | En el cargo         | PP                  | XI (2023)                                                              |                                                            | Antoni Costa 10 de julio de 2023-actualidad                               |

## Poderes y deberes
El Estatuto de Autonomía de las Islas Baleares, así como sus posteriores reformas, fijan los poderes y deberes del presidente. Establece que el presidente de la comunidad es uno de los elementos integrantes de la organización institucional autonómica, junto con el Parlamento, el Gobierno y los cuatro consejos insulares.

### Poder legislativo

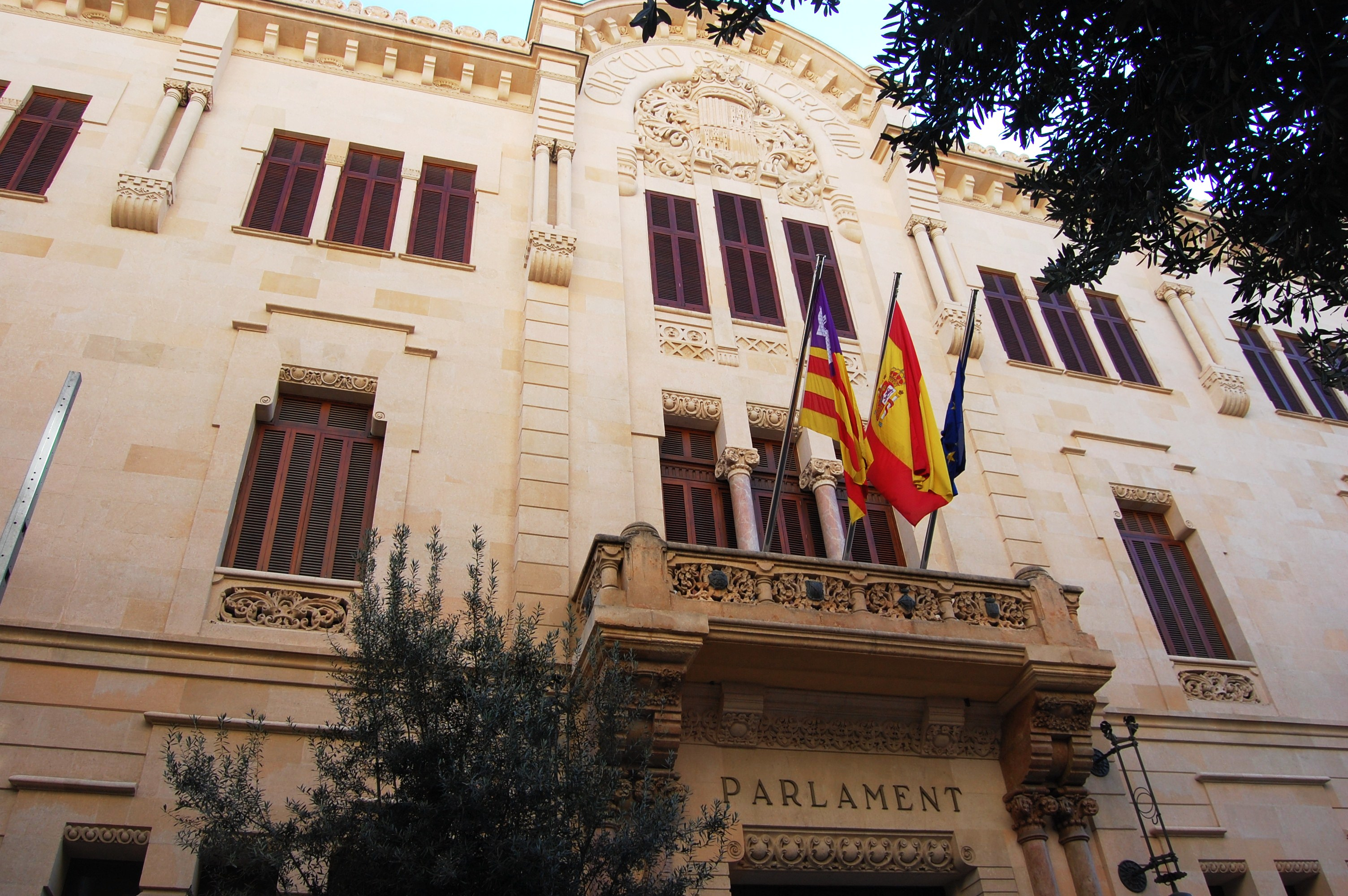
Parlamento de las Islas Baleares en Palma de Mallorca, sede del poder legislativo.

El primer poder conferido al presidente por el Estatuto de Autonomía balear es el deber de promulgar las leyes. El poder legislativo reside, a través de la soberanía popular en el Parlamento, órgano encargado de elaborar proposiciones de ley y de aprobar o rechazar las mismas. Aun así, una ley no entra en vigor hasta que, tal y como establece el artículo 27, Sección 2, del Estatuto de Autonomía de 1983, «es promulgada en nombre del rey por el presidente de la comunidad autónoma». La promulgación se hace efectiva con la publicación de la ley o decreto en el Boletín Oficial de las Islas Baleares (BOIB) y en el Boletín Oficial del Estado (BOE) en un plazo máximo de dos semanas tras su aprobación en el Parlamento.
Además, el presidente puede crear normas con la categoría de ley, siempre que el Parlamento delegue esta potestad en el poder ejecutivo. La delegación de poder dictar leyes se rige por los artículos 82, 83 y 84 de la Constitución Española de 1978. Sin embargo, el presidente no poseerá esa capacidad en el caso de que la ley que dictamine necesitara de una mayoría especial para ser aprobada por el Parlamento.
En 2007, con la redacción de un nuevo Estatuto de Autonomía que sustituyó al de 1983, se incluyeron una serie de nuevos aspectos referentes a la relación entre el presidente de las Islas Baleares y el poder legislativo que habían sido obviados en el anterior texto. Se establece que el presidente tiene la capacidad de disolver el Parlamento antes de los cuatro años de la legislatura completa, aunque no podrá hacerlo mientras esté en trámite una moción de censura o mientras se haya disuelto la cámara legislativa en el año en curso. También puede convocar nuevas elecciones al Parlamento mediante un decreto, en el que además se fija la fecha de las mismas. Tanto una como otra acción se produce tras el dictamen de un decreto presidencial y, según el artículo 54, debe hacerse «con deliberación previa del Consejo de Gobierno de las Islas Baleares y bajo su exclusiva responsabilidad». Paralelamente, preside la Conferencia de presidentes, integrada por el propio presidente autonómico y los respectivos presidentes de los consejos insulares de Mallorca, Menorca, Ibiza y Formentera. En ella sus miembros debaten sobre una serie de cuestiones de interés común para las cuatro islas. En 2025 se habían celebrado tres conferencias; la primera en 2007, presidida por Jaume Matas, la segunda en 2009, con Francesc Antich en el Consulado del Mar, y una tercera en 2012, convocada por José Ramón Bauzá.

### Funciones del presidente

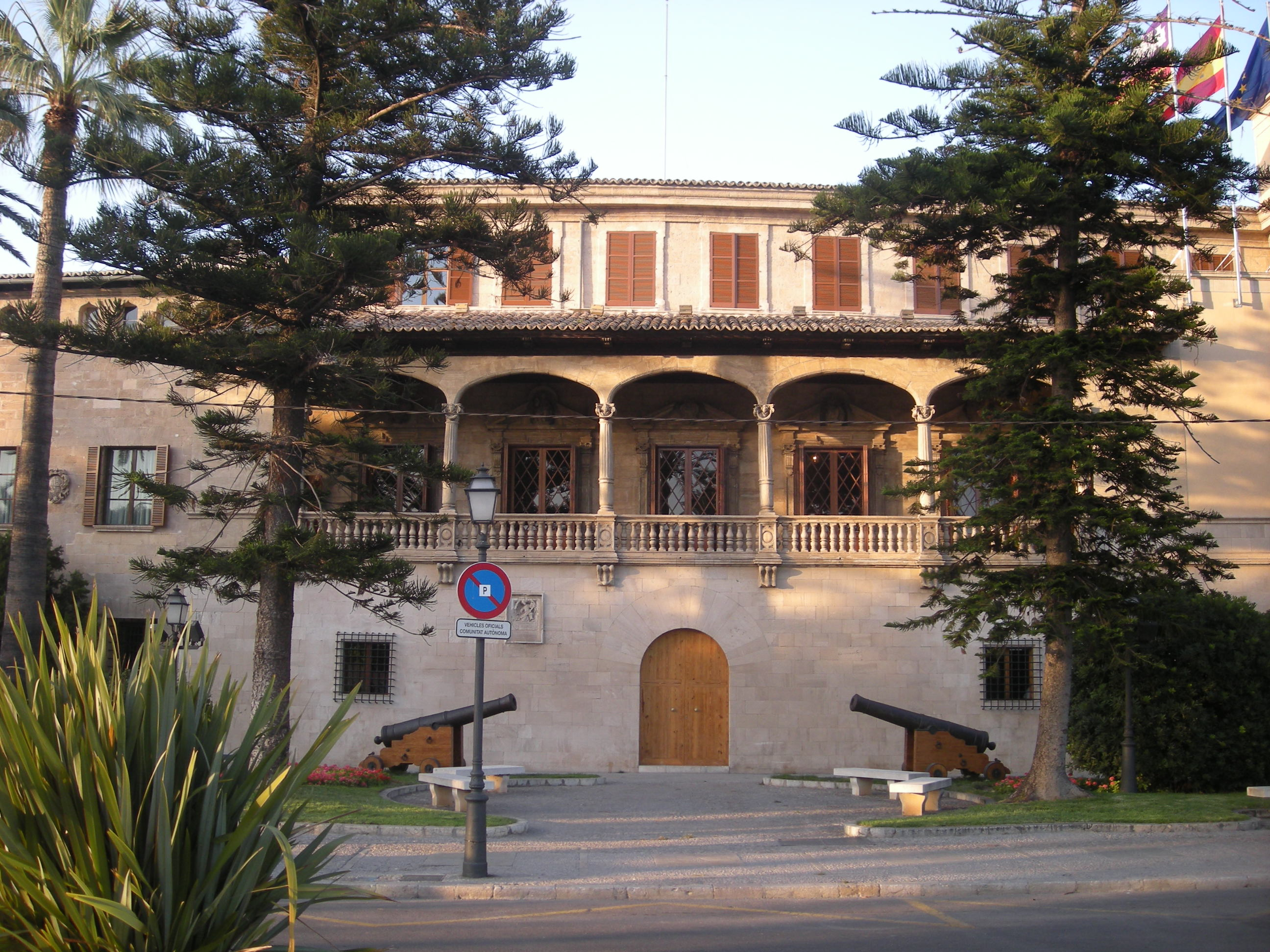
Consulado del Mar, sede de la presidencia balear.

Las funciones del presidente de las Islas Baleares aparecen en el artículo 55 del Estatuto de Autonomía de 2007. Es la cabeza del poder ejecutivo de la comunidad autónoma, por lo que se encarga de la dirección y coordinación del Consejo de Gobierno. El presidente puede nombrar y destituir al vicepresidente —si lo hubiera, ya que no es una figura imprescindible— y a los otros miembros (consellers) del Consejo de Gobierno, así como delegar de manera transitoria algunas de sus funciones en los miembros de gobierno. Además, constituye una figura institucional cuyo papel es el de máximo representante de la comunidad balear.
El Estatuto de Autonomía contempla la preponderancia del presidente para plantear al Parlamento una cuestión de confianza sobre algún aspecto de su programa o de su presidencia. Para ello, debe haberlo consensuado con el Consejo de Gobierno y este haberle dado su apoyo. La moción es aprobada por mayoría simple. Si es rechazada, deberá presentar su dimisión, por lo que los presidentes solo las plantean cuando su partido posee la mayoría absoluta o cuenta con el apoyo de varios grupos parlamentarios. La última vez que se sugirió esta herramienta parlamentaria fue en 2010; Francesc Antich gobernaba en minoría y el grupo Popular instó en repetidas ocasiones al entonces presidente para que planteara una cuestión de confianza, ya que consideraban que «Antich quiere gobernar sin el Parlament». Del mismo modo, el presidente es responsable político ante el Parlamento, que puede exigirle su responsabilidad como representante del pueblo balear a partir de la moción de censura. Para que se efectúe, un quince por ciento de los diputados deben secundarla y ha de aprobarse por mayoría absoluta. El grupo o grupos de la cámara que inicien la moción deben proponer además un nuevo candidato a la presidencia. Si fuese aprobada, el presidente dimitirá y el postulante presentado será nombrado por el rey, mientras que si la moción fuese rechazada, sus firmantes no podrían volver a plantear otra moción durante el resto de la legislatura. 
Su estatus legal es el mismo que el del resto de diputados del Parlamento. El presidente goza de un aforamiento político; se trata de un fuero especial que poseen los miembros de las cámaras legislativas por el cual solo pueden ser juzgados por delitos cuya jurisdicción corresponde al Tribunal Superior de Justicia de las Islas Baleares (TSJIB) o a la Sala Penal del Tribunal Supremo en el caso de que el presidente no se encuentre en la comunidad autónoma. Ahora bien, el aforamiento se pierde —exceptuando la inviolabilidad de las opiniones vertidas— cuando el presidente abandona el Consulado de Mar o la cámara, lo que permitió que Cañellas y Matas pudieran ser procesados por los Juzgados de lo Penal de Palma de Mallorca. El régimen jurídico del presidente balear, así como el sistema de su elección y demás atribuciones se rigen por una ley, aprobada por el parlamento mediante mayoría absoluta en el año 2001.
En caso de ausencia o enfermedad temporal del presidente balear, será el máximo representante de la comunidad autónoma el presidente del parlamento. Ello no resta que el presidente pueda delegar algunas de sus funciones en el vicepresidente —de haberlo— o en otro miembro del Consejo de Gobierno de manera interina. Del mismo modo, está estipulado que en el caso de muerte, renuncia o destitución del presidente, este será sucedido por el vicepresidente, el presidente del parlamento o el diputado balear de mayor edad.
Por otra parte, el cargo de Presidente de las Islas Baleares es incompatible con cualquier otro cargo público autonómico, insular o local. En el Estatuto de Autonomía no se hace referencia a la compatibilidad de la presidencia con actividades en el sector privado; en cambio, en el artículo 2 de la ya mencionada Ley del Presidente de las Islas Baleares se exponen con mayor exactitud las incompatibilidades presidenciales:

Artículo 4. De la incompatibilidad
1. El cargo de presidente es incompatible con el ejercicio de cualquier otro cargo público, como también de cualquier actividad profesional, mercantil o industrial. Asimismo, le es aplicable la legislación específica sobre incompatibilidades de los miembros del Gobierno y altos cárgos de la comunidad autónoma de las Illes Balears.
2. En todo caso, el cargo de presidente es compatible con las actividades siguientes:

a) El desarrollo de las funciones propias de la condición de parlamentario y las de carácter representativo en instituciones, organismos o entidades de carácter público cuando deriven de la condición de presidente.
b) Las actividades correspondientes a la administración del patrimonio personal y familiar.
c) El ejercicio de cargos representativos, sin remuneración, en un partido político.
d) El ejercicio de cargos honoríficos en instituciones, organismos o entidades de carácter social, asistencial o no lucrativo.
Ley 4/2001, de 14 de marzo, del Gobierno de las Islas Baleares.

Esta coyuntura desencadenó que a lo largo de la VIII legislatura (2011-2015), los grupos de la oposición —PSOE y PSM-Entesa— reprocharan a Bauzá la titularidad de una farmacia en Puente de Inca Nuevo. José Ramón Bauzá se acogíó al punto 2B del artículo 4 de la Ley del Presidente de las Islas Baleares, mientras que los opositores anteriormente mencionados, especialmente el econacionalista Biel Barceló, defendían que la apoteca constituye un beneficio económico para el presidente, por lo que se incluiría en el punto 1 del citado artículo.

## Proceso de elección

### Elegibilidad
El Artículo 41 del Estatuto de Autonomía marca los requisitos necesarios para tener la consideración de elegible como presidente, que son los mismos que para ser elegido diputado autonómico. Un candidato a la presidencia de las Islas Baleares debe ser ciudadano español, residente en el archipiélago y estar inscrito en su censo electoral. Además, tiene que ser mayor de dieciocho años y hallarse en pleno ejercicio de sus derechos civiles y políticos.
La duración del mandato del presidente, del vicepresidente, de los consejeros y de los diputados autonómicos de las Islas Baleares es de cuatro años, tal y como se estipula en los artículos 40, 51, 63 así como en la Disposición Adicional Tercera del Estatuto de Autonomía. Pese a ello, no existe en el estatuto ni en ningún otro lugar de la legislación balear un límite en el número de mandatos. Es por ello por lo que Gabriel Cañellas gobernó durante tres legislaturas consecutivas y fue elegido para una cuarta.
Conforme al Artículo 55 y a la Ley del Gobierno de las Islas Baleares, el cargo de presidente es incompatible con la ostentación de cualquier otro cargo público, a excepción de la condición de diputado del Parlamento de las Islas Baleares. Generalmente esto no ha supuesto un problema, ya que en el momento de acceder a la presidencia los candidatos han abandonado sus cargos. Dos presidentes dimitieron de sus cargos al ser nombrados presidentes; Soler dejó la presidencia del Parlamento en 1995 y Matas hizo lo mismo con la Consejería de Economía y Hacienda al sustituir al anterior un año más tarde. Paralelamente, cabe reseñar que varios presidentes renunciaron a algún puesto meses antes de ser elegidos. De este modo, Matas dimitió como ministro de Medio Ambiente para presentarse a las elecciones autonómicas de 2003, Antich dejó su escaño por Baleares en el Congreso de los Diputados algunos meses antes de los comicios del año 2007 y Bauzá no se presentó a la reelección como alcalde de Marrachí en 2011.

### Designación de candidatos y campaña

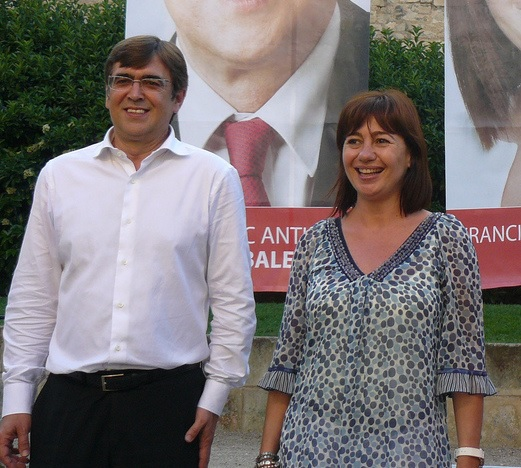
Francesc Antich y Francina Armengol durante la campaña de las elecciones de 2011.

La campaña electoral para las elecciones autonómicas comienza durante la primera semana de mayo y suele durar de dos a tres semanas. Por otro lado, cabe mencionar una precampaña que se inicia ya en abril y/o poco tiempo después de que los partidos designen a sus candidatos. El método de selección de los candidatos puede ser mediante la celebración de primarias internas —poco común— aunque lo más frecuente es que el partido presente como cabeza de lista a su presidente o secretario general.
Durante la campaña, los candidatos recorren varias localidades del archipiélago; se celebran mítines y actos en los que también intervienen candidatos a otros organismos de gobierno, como ayuntamientos o consejos insulares, o miembros de la ejecutiva nacional —en el caso de los partidos políticos de ámbito estatal— del partido que dan su apoyo al candidato a la presidencia balear. Los candidatos participan en debates televisados a escala autonómica, que generalmente están restringidos a las candidaturas popular y socialista.

### Elección y nombramiento

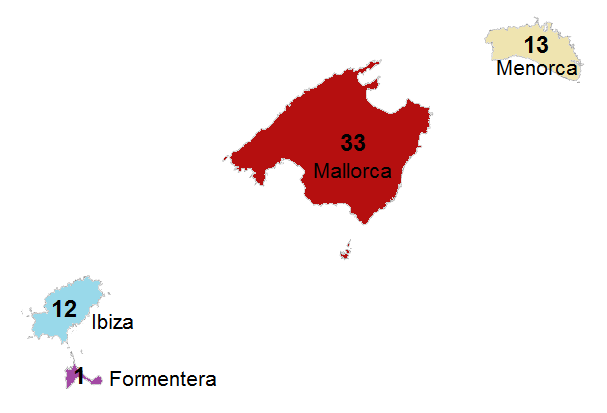
Mapa de las Islas Baleares mostrando el número de diputados que corresponden a cada isla; se requieren treinta diputados para ser elegido presidente en la votación de investidura.

En las Islas Baleares el presidente es elegido mediante sufragio indirecto. Los diputados del Parlamento eligen oficialmente al presidente. Durante el último domingo de mayo, el electorado de cada una de las circunscripciones —que se corresponden con las cuatro islas del archipiélago— selecciona a los diputados por sufragio universal, igual, libre, directo y secreto, mediante un
sistema de representación proporcional que pretende asegurar una adecuada representación de todas las zonas del territorio. Cada isla tiene asignados un determinado número de diputados, que les representarán en el Parlamento.
Los diputados elegidos tienen un plazo máximo de treinta días para reunirse tras los comicios, aunque generalmente suelen hacerlo unas tres semanas después de la elección, para elegir el presidente de las Islas Baleares. Ningún artículo del Estatuto o ley autonómica exige que los diputados voten de acuerdo con el voto popular en su respectiva circunscripción, sin embargo es raro que los diputados hagan caso omiso del voto popular y emitan su voto a favor de alguien que no sea el candidato de su partido, a menos que durante las tres semanas previas a la constitución de la cámara legislativa los partidos lleguen a acuerdos postelectorales. El Estatuto de Autonomía establece que los candidatos a la presidencia presentaran su programa a la cámara y los diputados elegirán al candidato más idóneo para el cargo por mayoría absoluta. Si no se consigue esta mayoría, la misma propuesta se someterá a nueva votación cuarenta y ocho horas después de la anterior y el presidente será elegido por mayoría simple. El proceso se repetirá hasta que los diputados lleguen a un consenso; si sesenta días después de la primera votación de investidura todavía no se hubiera elegido un presidente deberían convocarse nuevamente elecciones.
El mandato presidencial comienza con el nombramiento por parte del Rey de España del candidato elegido por el Parlamento de entre sus miembros, así como con la toma de posesión del cargo. La fecha de este acto oscila entre la segunda quincena del mes de junio y las primeras semanas de julio, en función de cuando se haya producido la votación de investidura. La toma de posesión es un evento al que acuden numerosas personalidades de la política autonómica y nacional así como numerosos simpatizantes del presidente electo. De un tiempo a esta parte se ha realizado en la Lonja de Palma de Mallorca, ubicada en la misma vía que el Consulado del Mar, sede de la presidencia.

## Cese o incapacidad

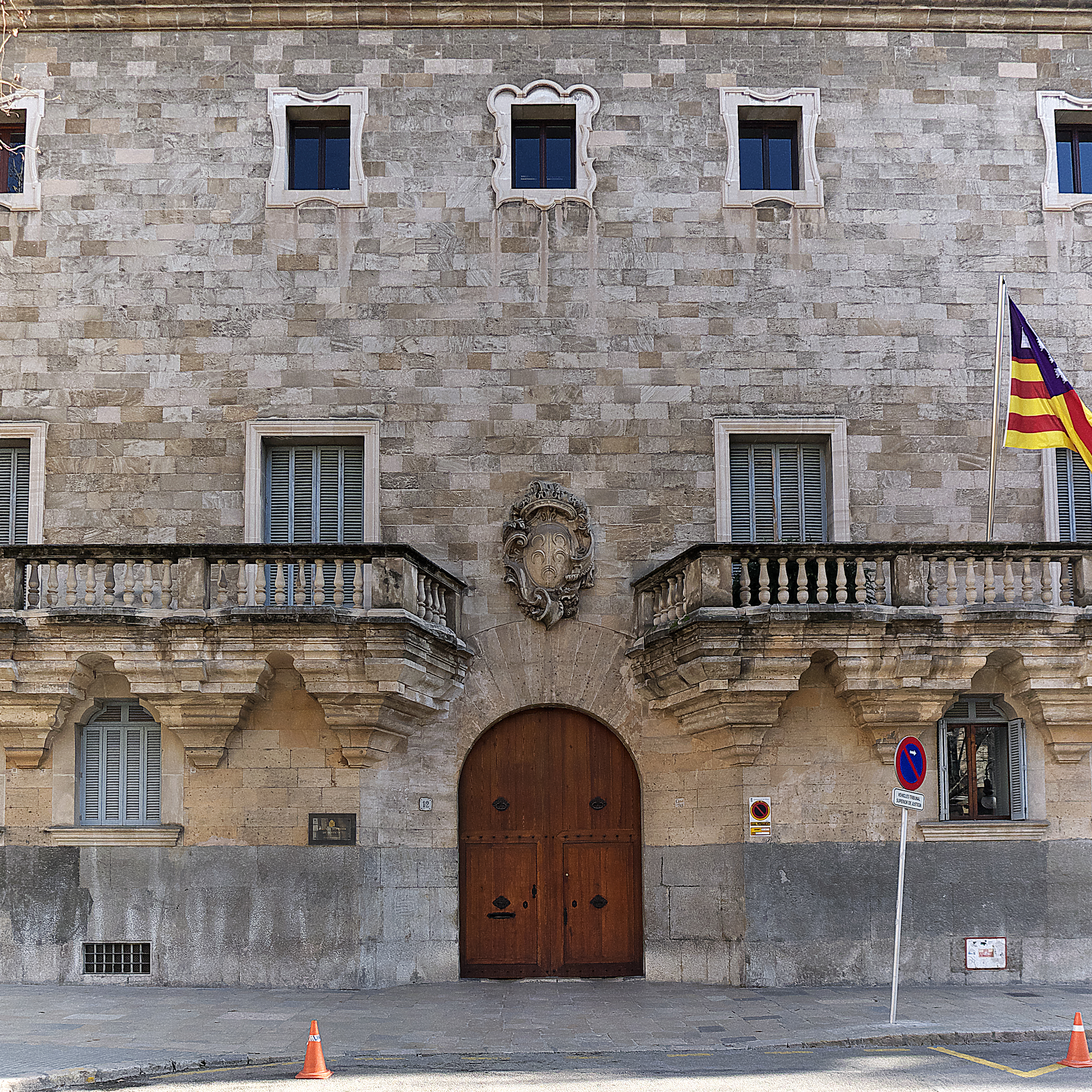
Sede del Tribunal Superior de Justicia de las Islas Baleares.

La presidencia concluye cuando se completa el periodo de cuatro años iniciado tras la elecciones autonómicas y el mandato no es renovado mediante el sufragio, aunque cabe la posibilidad de que quede vacante a priori por varias circunstancias; destitución, dimisión o incapacidad. 
En cuanto a la destitución, la Sección 1 del Artículo 6 de la Ley del Gobierno de las Islas Baleares contempla que esta puede producirse por tres motivos. Los dos primeros han sido mencionados anteriormente; la aprobación de la moción de censura y la denegación de la moción de confianza. El tercer caso se da cuando los tribunales inhabiliten al presidente para el ejercicio del cargo. Hasta la fecha ningún presidente ha sido destituido por alguno de estos motivos, todos abandonaron el cargo al finalizar su mandato salvo Cañellas y Soler, que presentaron su dimisión.
De acuerdo a la Sección 1D del Artículo 6 de la Ley del Gobierno de las Islas Baleares, el Consulado del Mar puede quedar vacante tras la dimisión del presidente. Esta se efecturá cuando el máximo representante del archipiélago comunique por escrito su renuncia al presidente del Parlamento. El 2 de agosto de 1995, ante el conocimiento de su implicación en el caso Túnel de Sóller, el que fuera el primer presidente de la autonomía, Gabriel Cañellas, presentó su dimisión. Su sucesor haría lo propio diez meses después, cuando a raíz de su actitud centrista, su política lingüística y otros aspectos de su gestión que no coincidían con los intereses del partido, todavía en manos del sector cañellista, presentó su dimisión. La renuncia de Soler no fue una decisión meramente personal; el sector solerista era minoritario en el PP balear, dirigido por el cañellismo y el vergerismo. Las presiones internas del partido, a lo que hay que añadir las recomendaciones del entonces presidente nacional, José María Aznar, de evitar estas disidencias internas, provocaron su salida del gobierno.
La Ley del Gobierno de las Islas Baleares recoge también en su Artículo 6 la vacante presidencial por incapacidad del titular. Dicha incapacidad puede estar motivada por una indisposición física o psíquica permanente que lo imposibilite para el cargo. Además, la Sección 3 del mismo artículo indica que en el caso de que la incapacidad no sea evidente, como sería la muerte del titular, debe ser apreciada de manera motivada por el Consejo de Gobierno, por acuerdo, al menos, de las tres quintas partes de sus miembros y propuesta ante el Parlamento, cuyos diputados han de secundarla por mayoría absoluta. El Título menciona además la incapacidad por causas no relacionadas con la salud del presidente; se trata de la expulsión del presidente de la cámara autonómica —ya que el Estatuto de Autonomía establece como requisito imprescindible el ocupar un escaño en el Parlamento de las Islas Baleares— y la incompatibilidad, declarada y pública, del cargo de presidente con otras ocupaciones, tal y como se recoge en el artículo referido a las mismas.
El Estatuto de Autonomía especifica que el vicepresidente debe ser el sucesor presidencial en caso de producirse una vacante en el puesto por muerte, dimisión, renuncia, inhabilitación, destitución o cualquier otra causa. Si tanto el puesto de presidente como el de vicepresidente están vacantes o están ocupados por personas incapacitadas para el puesto, el presidente del Parlamento ocuparía el puesto como presidente interino. La línea sucesoria presidencial continúa con el diputado autonómico de mayor antigüedad, seguido a su vez por cada consejero balear en un orden establecido, primando los criterios de antigüedad y edad, siempre y cuando reúnan los requisitos determinados para ser presidente.

## Salario y complementos
En 1983 el primer Parlamento de las Islas Baleares acordó pagar a Gabriel Cañellas un salario anual de 5 000 000 de pesetas —unos 30 000 euros— por ejercer las funciones que conllevaba el cargo de presidente balear. Se trataba de uno de los pocos cargos autonómicos con asignación económica, ya que por otra parte los diputados no cobraron sueldo alguno hasta 1995, más allá de complementos de insularidad y compensaciones por participaciones en determinados actos. El salario del presidente ha ido experimentando sucesivos aumentos a lo largo de los años. Así, en 1994 el sueldo era de 8 772 260 pesetas al año —unos 53 000 euros— y uno de los más bajos del estado, solo por delante de los presidentes de Asturias, Castilla y León, Cantabria, Región de Murcia, Navarra y La Rioja. El salario actual fue aprobado durante la presidencia de Francesc Antich y es de 65 704 euros al año. A diferencia de lo que ocurre en otras comunidades autónomas como Cataluña, Extremadura o Galicia, el presidente balear no recibe ninguna pensión ni privilegio más allá del tratamiento vitalicio de «Molt Honorable Senyor».
Desde 1978, ocupando la presidencia del Consejo General Interinsular el mallorquín Jeroni Albertí, el Consulado del Mar de Palma de Mallorca ha sido la sede del poder ejecutivo de las Islas Baleares. A pesar de que en este edificio del paseo Sagrera tienen lugar las reuniones del Consejo de Gobierno así como muchos otros actos de índole institucional los presidentes nunca lo han utilizado como residencia privada. A difererencia de otras autonomías como Andalucía, Castilla-La Mancha o el País Vasco, donde sus presidentes cuentan con viviendas oficiales por motivos de seguridad o de representabilidad, Cañellas rehusó ya al acceder al cargo el usar el Consulado del Mar con fines privados. Hasta el momento, los presidentes posteriores han continuado residiendo en sus viviendas privadas.
Para sus desplazamientos el presidente tiene asignado un vehículo oficial con su respectivo chófer. Tradicionalmente han sido automóviles de alta gama o segmento E. Entre los modelos utilizados por los diferentes presidentes de la autonomía puede mencionarse el Audi 100, el Audi A6 o el Volvo S80, entre otros.

## Estadísticas presidenciales

### Nacimientos
Todos los hasta el momento presidentes de las Islas Baleares nacieron a lo largo del siglo XX. Margalida Prohens fue la primera Presidenta nacida después de la muerte de Franco y la única que lo hizo durante la preautonomía. Cristòfol Soler, nacido el 26 de diciembre de 1956, fue el que alcanzó la presidencia más joven, con 38 años, y Francina Armengol la que llegó al cargo con mayor edad (43 años), al haber nacido el 11 de agosto de 1971. Entre los nacimientos de Gabriel Cañellas (1941) y Marga Prohens (1982), los presidentes han nacido en todas las décadas excepto en una: en los años 60 del siglo XX. Francina Armengol fue además la primera mujer en acceder al cargo. 
Dos presidentes nacieron en Palma de Mallorca, otros dos lo hicieron en la ciudad de Inca y una en Campos. Dos presidentes no nacieron en el archipiélago; Francesc Antich nació en Caracas, ciudad a la que habían emigrado sus padres, y José Ramón Bauzá nació en Madrid, ciudad de origen de su madre y en la que estaba destinado su padre, militar de profesión. Pese a no haber nacido en las Islas Baleares, ambos han residido en un municipio balear desde la infancia y han sido alcaldes de los mismos. Antich en Algaida y Bauzá en Marrachí. Hasta ahora no ha nacido ningún presidente en las islas de Menorca, Ibiza o Formentera.

### Formación

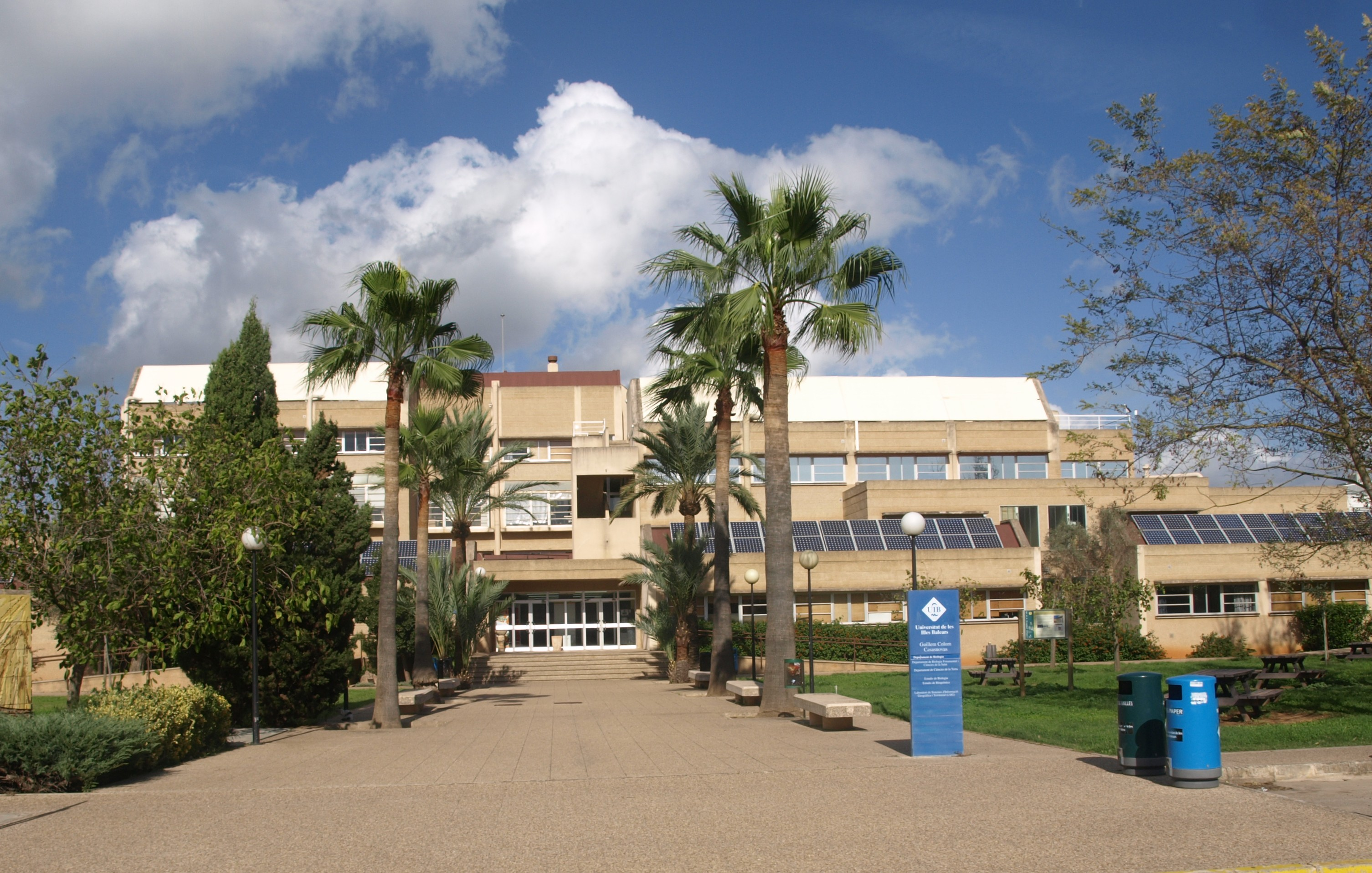
Edificio Guillem Colom en el campus de la UIB.

Las siete personas que en el año 2025 han pasado por la Presidencia de las Islas Baleares cuentan con estudios universitarios. La mayoría cursaron estudios superiores del ámbito de las ciencias sociales, a excepción de José Ramón Bauzá y Francina Armengol, que son licenciados en Farmacia. La carrera más común es Derecho (tres presidentes), seguida por Ciencias Económicas y Farmacia (dos), Administración de Empresas (uno) y Traducción e interpretación (una) . Los dos primeros presidentes de la autonomía, Gabriel Cañellas y Cristòfol Soler, cursaron dos carreras.
Francesc Antich fue el único presidente que estudió en la Universidad de las Islas Baleares. El resto de presidentes cursaron sus estudios universitarios en otra universidad española. Sin embargo, cabe destacar que la universidad se constituyó en 1978, por lo que algunos presidentes no podrían haber estudiado en ella.

### Corrupción
Dos presidentes fueron imputados en casos de corrupción; Gabriel Cañellas y Jaume Matas. El primero se vio obligado a dimitir a las pocas semanas de iniciar su cuarta legislatura como presidente balear tras ser acusado de prevaricación y cohecho por su implicación en el caso Túnel de Sóller y en la sociedad financiera Brokerval, entre otros. Finalmente fue absuelto de los cargos en 1997 al considerar el Tribunal Superior de Justicia de las Islas Baleares que los delitos habían prescrito.
El caso de Matas fue distinto, ya que sus actuaciones se descubrieron tras abandonar el cargo. En 2008 fue imputado en el marco de la investigación del caso Palma Arena por los delitos de prevaricación, cohecho, malversación de caudales, apropiación indebida, falsedad documental, tráfico de influencias, blanqueo de capitales, delito fiscal y delito electoral. Fue condenado a seis años y dos meses de prisión en 2012, si bien en julio de 2013 el Tribunal Supremo redujo la condena a nueve meses.